# Біла королева
«Біла королева» («La reine blanche») — французький кінофільм 1991 року, знятий режисером Жаном-Лу Юбером, з Катрін Денев і Рішаром Боренже у головних ролях.

## Сюжет
Непретензійна романтична комедія моралі про перше кохання і протистояння традиційній сімейності в провінційній Франції 1960-х років. Яскравий акцент зроблено на вади суспільства: жадібність, дріб'язковість буржуазії, схильність до інтриг. Їм протиставляють істинну чисту дружбу і кохання двох молодих людей.

## У ролях
- Катрін Денев: Ліліан Ріпош
- Рішар Боренже: Жан Ріпош
- Бернар Жиро: Івон Легуалодек
- Жан Карме: Люсьєн, батько Ліліани
- Лор Мутуссамі: Аннабель
- Ізабель Карре: Анні Ріпош
- Мюріель Пултар: Мірей
- Женев'єв Фонтанель: Ріта
- Антуан Юбер: Ніколя
- Лоїк Рутковські: Булу
- Дідьє Бенбюро: ведучий вечора

## Знімальна група
- Режисер: Жан-Лу Юбер
- Сценарист: Жан-Лу Юбер
- Оператор: Клод Леконт
- Композитор: Жорж Дельрю
- Продюсер: Жан-Клод Флері
- Художник: Фредерік Дуру